# Більбао. Grand Slam Final (шаховий турнір)
Більбао. Grand Slam Chess Final — міжнародний шаховий турнір, що проводиться у місті Більбао, Іспанія. Один із найважливіших щорічних шахових турнірів, завдяки високому рівню учасників.

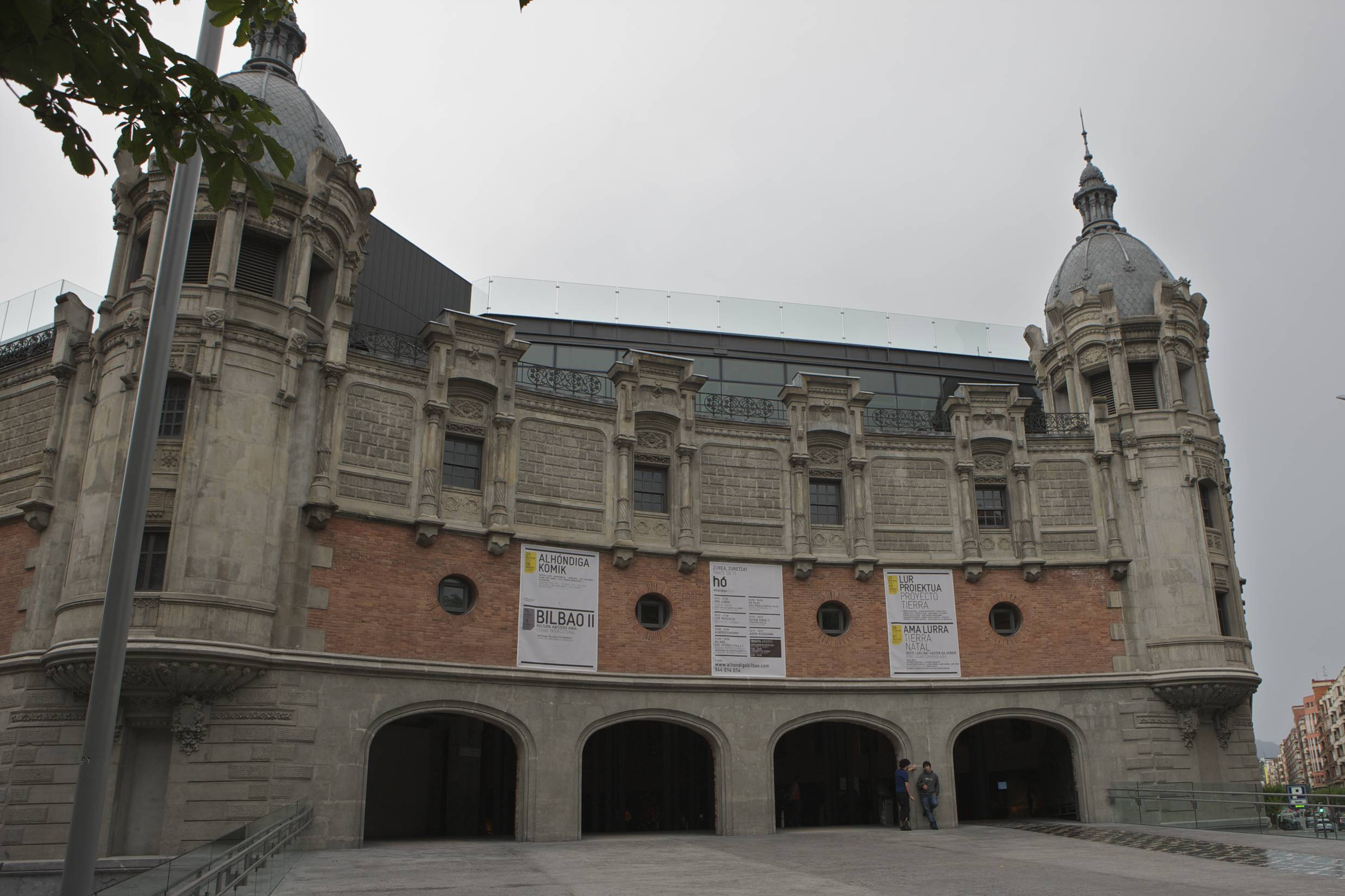
La Alhóndiga — місце проведення турніру

Перші турніри, які проводилися у Більбао, були фінальними турнірами серії турнірів «Великого шолому», і в ньому брали участь переможці турнірів серії шахового «Великого шолома».
Серію турнірів «Великого шолому» складали:
- Pearl Spring chess tournament — проводиться в м.Нанкін (Китай)

- Tata Steel Chess Tournament (Вейк-ан-Зеє) — проводиться переважно в січні місяці в невеликому містечку Вейк-ан-Зеє, Голландія

- Kings Tournament — проводиться в Румунії (Базна та Медіаш)

- Лінарес — зазвичай проводився у лютому в Іспанії, але в 2011 році турнір було скасовано через відсутніть фінансування.

- M-Tel Masters (Софія) — проводився у травні в Болгарії, скасований 2011 році через відсутність фінансування.

Турнір проводиться у два кола.
Система нарахування очок: за перемогу — 3 очки, за нічию — 1 очко, за поразку — 0 очок.
Контроль часу: 90 хвилин на 40 ходів, потім 30 хвилин до кінця партії з додаванням 10 секунд на кожен хід, починаючи з 41-го.
У 2008—2010 та 2013—2016 рр. турнір проводився в Більбао, в 2011—2012 рр. у двох містах Сан-Паулу (Бразилія) та Більбао.

## Переможці турніру
| № з/п | Рік  | Переможець        | Країна   | Результат | + | − | = | Категорія | Середній рейтинг |
| ----- | ---- | ----------------- | -------- | --------- | - | - | - | --------- | ---------------- |
| 1     | 2008 | Веселин Топалов   | Болгарія | 17 / 30   | 4 | 1 | 5 | XXII      | 2769             |
| 2     | 2009 | Левон Аронян      | Вірменія | 13 / 18   | 4 | 1 | 1 | ХХ        | 2739,5           |
| 3     | 2010 | Володимир Крамник | Росія    | 10 / 18   | 2 | 0 | 4 | XXII      | 2789             |
| 4     | 2011 | Магнус Карлсен    | Норвегія | 15 / 30   | 3 | 1 | 6 | ХХІІ      | 2788,7           |
| 5     | 2012 | Магнус Карлсен    | Норвегія | 17 / 30   | 4 | 1 | 5 | ХХІІ      | 2781,2           |
| 6     | 2013 | Левон Аронян      | Вірменія | 10 / 18   | 2 | 0 | 4 | ХХІ       | 2762,2           |
| 7     | 2014 | Вішванатан Ананд  | Індія    | 11 / 18   | 3 | 1 | 2 | ХХІ       | 2754,5           |
| 8     | 2015 | Веслі Со          | США      | 8 / 18    | 1 | 0 | 5 | XXII      | 2785,7           |
| 9     | 2016 | Магнус Карлсен    | Норвегія | 17 / 30   | 4 | 1 | 5 | XXII      | 2777,7           |

## Сумарна таблиця виступів за 2008—2016рр
| № з/п | Шахіст              | Країна         | Турніри | Партії | +  | −  | =  | Очки | Очки традиційні | % набраних очок | Найкраще місце |
| ----- | ------------------- | -------------- | ------- | ------ | -- | -- | -- | ---- | --------------- | --------------- | -------------- |
| 1     | Левон Аронян        | Вірменія       | 6       | 48     | 14 | 7  | 27 | 69   | 27½             | 57,3            | 1              |
| 2     | Магнус Карлсен      | Норвегія       | 5       | 46     | 15 | 8  | 23 | 68   | 26½             | 57,6            | 1              |
| 3     | Вішванатан Ананд    | Індія          | 6       | 48     | 6  | 7  | 35 | 53   | 23½             | 49,0            | 1              |
| 4     | Василь Іванчук      | Україна        | 2       | 20     | 6  | 5  | 9  | 27   | 10½             | 52,2            | 2              |
| 5     | Сергій Карякін      | Україна/ Росія | 3       | 26     | 2  | 4  | 20 | 26   | 12              | 46,2            | 3              |
| 6     | Хікару Накамура     | США            | 2       | 20     | 3  | 2  | 15 | 24   | 10½             | 52,5            | 2              |
| 7     | Франсіско Вальєхо   | Іспанія        | 3       | 26     | 4  | 13 | 9  | 21   | 8½              | 32,7            | 3 — 4          |
| 8     | Веслі Со            | США            | 2       | 16     | 2  | 1  | 13 | 19   | 8½              | 53,1            | 1              |
| 9     | Веселин Топалов     | Болгарія       | 1       | 10     | 4  | 1  | 5  | 17   | 6½              | 65,0            | 1              |
| 10    | Фабіано Каруана     | Італія         | 1       | 10     | 4  | 1  | 5  | 17   | 6½              | 65,0            | 2              |
| 11    | Аніш Гірі           | Нідерланди     | 2       | 16     | 1  | 3  | 12 | 15   | 7               | 43,7            | 2              |
| 12    | Вей І               | КНР            | 1       | 10     | 1  | 1  | 8  | 11   | 5               | 50,0            | 3 — 4          |
| 13    | Володимир Крамник   | Росія          | 1       | 6      | 2  | 0  | 4  | 10   | 4               | 66,7            | 1              |
| 14    | Теймур Раджабов     | Азербайджан    | 1       | 10     | 1  | 2  | 7  | 10   | 4½              | 45,0            | 5              |
| 15    | Майкл Адамс         | Англія         | 1       | 6      | 2  | 1  | 3  | 9    | 3½              | 58,3            | 2              |
| 16    | Олександр Грищук    | Росія          | 1       | 6      | 2  | 2  | 2  | 8    | 3               | 50,0            | 2              |
| 17    | Олексій Широв       | Іспанія        | 2       | 12     | 0  | 5  | 7  | 7    | 3½              | 29,1            | 4              |
| 18    | Шахріяр Мамед'яров  | Азербайджан    | 1       | 6      | 0  | 1  | 5  | 5    | 2½              | 41,6            | 3 — 4          |
| 19    | Дін Ліжень          | КНР            | 1       | 6      | 0  | 1  | 5  | 5    | 2½              | 41,6            | 3 — 4          |
| 20    | Максим Ваш'є-Лаграв | Франція        | 1       | 6      | 1  | 3  | 2  | 5    | 2               | 33,3            | 3 — 4          |
| 21    | Руслан Пономарьов   | Україна        | 1       | 6      | 1  | 3  | 2  | 5    | 2               | 33,3            | 3 — 4          |